# Projekcja Fischera

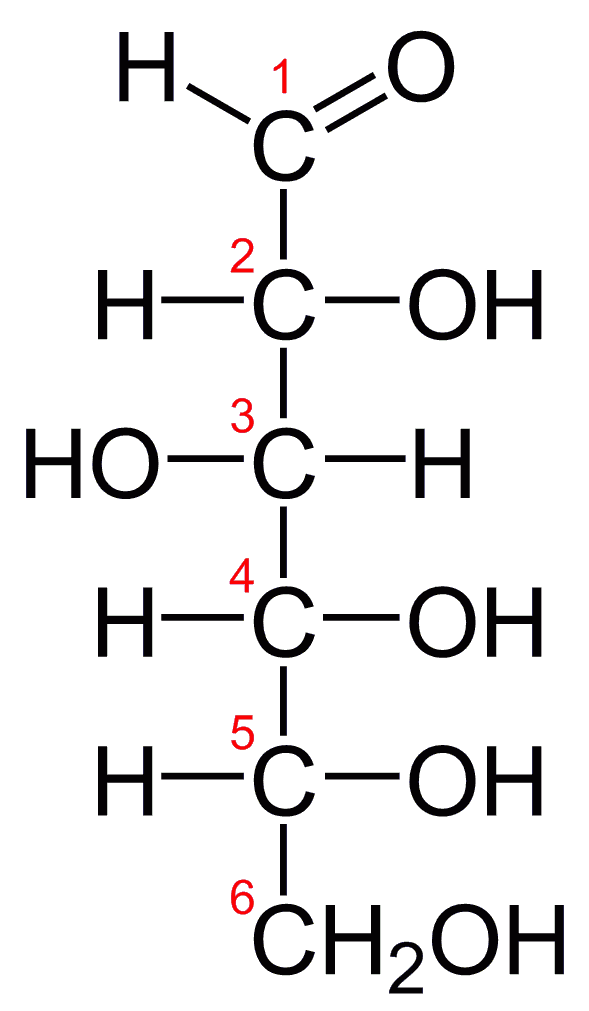
D-glukoza w projekcji Fischera

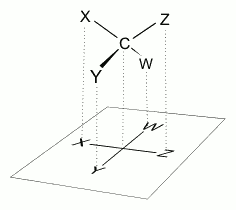
Rzut cząsteczki na płaszczyznę

Projekcja Fischera − rodzaj projekcji chemicznej umożliwiającej prezentację konfiguracji absolutnej enancjomerów i diastereoizomerów.
Nazwa projekcji pochodzi od nazwiska noblisty Emila Fischera.
Wzór projekcyjny Fischera powstaje przez rzutowanie na płaszczyznę cząsteczki ustawionej następująco:
1. pionowo do płaszczyzny rzutowania,
2. atom centralny znajduje się w płaszczyźnie papieru,
3. atomy leżące powyżej i poniżej atomu centralnego znajdują się pod płaszczyzną papieru,
4. atomy leżące z lewej i z prawej strony atomu centralnego znajdują się nad płaszczyzną papieru,
5. atom o najniższym lokancie znajduje się na górze.

Schemat zasady projekcji Fishera

Wzór cząsteczki w projekcji Fischera można obracać jedynie o 180° wokół osi prostopadłej do płaszczyzny papieru. Obrócenie go o 90° prowadzi do otrzymania wzoru drugiego enancjomeru.